# Lemvig
Lemvig és una ciutat danesa de l'est de la península de Jutlàndia, és la capital del municipi de Lemvig que forma part de la regió de Midtjylland, ambdós creats l'1 de gener del 2007 com a part d'una reforma territorial.
La ciutat és a la riba sud del Nissum Bredning, que forma part del complex del Limfjord, l'estret que separa l'illa de Vendsyssel-Thy de la resta de Jutlàndia. Es troba al fons d'un entrant del mar conegut com a Lem Vig, sobre un istme que separa el mar del Lemvig Sø, un petit llac. El conjunt és una antiga vall d'origen glacial.
A l'edat mitjana la ciutat apareix per primera vegada a un document, a una carta al rei Valdemar II de l'any 1234. El 1545 va aconseguir la carta de ciutat.
L'església, situada al centre de la ciutat, és del segle xiii, amb una cúpula en forma de bulb al campanar, molt poc habitual a Dinamarca.
Una atracció curiosa és un planetari que reprodueix el sistema solar a escala 1:1.000.000.000, consisteix en una sèrie de peces en bronze i granit, situades al llarg de la riba del Limfjord, Plutó és situat a uns 5 km del Sol que és a Lemvig.

## Fills il·lustres
- Jens Christian Skou (1918 - 2018) químic, Premi Nobel de Química de l'any 1997.